# Jerónimo Castillón y Salas
Jerónimo (o Gerónimo) Castillón y Salas (Ponzano, 30 de septiembre de 1756 - Tarazona, 20 de abril de 1835), fue un eclesiástico católico español que fue obispo de Tarazona y el último inquisidor general de la Inquisición española.

## Historia
Fue diputado por Aragón en las primeras Cortes ordinarias de la Constitución de 1812 inauguradas en 1813 y que fueron disueltas por el rey Fernando VII cuando regresó a España y abolió toda la obra de las Cortes de Cádiz y restableció la monarquía absoluta. En ellas defendió las posturas de los "serviles", así llamados por los liberales por defender el Antiguo Régimen que acababa de ser abolido. Por eso fue uno de los firmantes del Manifiesto de los Persas suscrito por los defensores del absolutismo y en el que pedían a Fernando VII que pusiera fin a la obra revolucionaria.
Fue nombrado obispo de Tarazona y, cuando murió el inquisidor general Mier y Campillo en mayo de 1818, Fernando VII lo propuso al papa para que ocupara su cargo. Cierto es que inicialmente el Rey propuso a su confesor, el presbítero canario Cristóbal Bencomo y Rodríguez, pero éste rechazó el cargo.
Cuando triunfó el pronunciamiento de Riego a principios de 1820 y se restableció la monarquía constitucional, abandonó Madrid para instalarse en su diócesis de Tarazona. Pero al año siguiente se exilió en Bayona.
Regresó a España en 1823 al inicio de la Década Ominosa gracias a la intervención del ejército francés de los Cien Mil Hijos de San Luis que puso fin al Trienio Liberal. Como la Inquisición española no fue restaurada por Fernando VII, no recuperó su cargo de inquisidor general, pero hasta su muerte desarrolló una intensa actividad política en contra del liberalismo.